# Dòng điện trục
Dòng điện trục là dòng điện sản sinh trong các máy điện do sự dẫn điện và cảm ứng của trục máy.
Trong các thiết bị điện quay cỡ nhỏ như máy phát điện hay động cơ điện, người ta không quan tâm đến sự dẫn điện của một thanh dẫn rất lớn nằm trong từ trường quay của máy, thanh dẫn đó chính là trục máy. Tuy nhiên trong các máy điện lớn, vấn đề dẫn điện và cảm ứng của trục máy lại trở nên đáng quan tâm.

## Nguyên nhân phát sinh Dòng điện trục
Một thanh dẫn đặt trong một từ trường xoay chiều sẽ sinh ra một sức điện động cảm ứng. Sức điện động cảm ứng đó nếu được kín mạch sẽ sinh ra dòng điện cảm ứng.
Trong một máy điện quay, các thanh dẫn lắp gần bề mặt Rô to là nơi gần với khe hở không khí nhất, vì thế là nơi có từ trường mạnh nhất. Sức điện động cảm ứng nếu sinh ra sẽ lớn nhất, và dòng điện cũng lớn nhất. Đối với các máy điện đồng bộ, thì do Rotor quay đồng bộ với từ trường quay nên sức điện động đó không đáng kể, nhưng với máy điện không đồng bộ thì lại khác. Chính sức điện động cảm ứng và dòng cảm ứng đó sẽ gây ra moment quay, làm quay Rotor.
Càng vào tâm ro to, từ trường càng yếu dần đi. Và vào đến tâm hình học cỏ Ro tor, theo lý thuyết thì từ trường bằng 0, do tính đối xứng của từ trường nhiều thành phần xung quanh Rotor.
Chính vì vậy, ở tâm rotor có một thanh dẫn rất lớn, có khả năng cảm ứng điện từ, có khả năng dẫn điện, lại nằm trong lòng một từ trường quay cực mạnh, nhưng không có dòng điện cảm ứng. Đó chính là trục máy. Tuy nhiên, trong thực tế có một số điều kiện khác biệt.
1. Từ trường quay của máy do từ trường 3 pha của 3 cuộn dây gây ra. Dòng này có được do điện áp 3 pha trên đầu cực (nếu là động cơ) hay do tải nối vào đầu cực (nếu là máy phát). Dòng điện 3 pha đó có thể không đối xứng với nhau. Vì thế, từ trường quay ở tâm rô to có thể khác 0, do chúng không được bù trừ tuyệt đối.
2. Ngay cả khi các dòng điện này hoàn toàn đối xứng, nhưng do chất liệu lõi thép, hình dạng của lõi thép, sai số do gia công lắp ghép... từ trường cũng có thể bị sai lệch đi.
3. Những sai số khi lắp đặt rotor vào lòng máy, như sai số về khe hở không khí, sai số về độ thẳng hàng giữ trục Rotor và trục từ trường... nên trục Rotor có thể nằm lệch ra khỏi vị trí lý tưởng của nó là trục 0 của từ trường quay.

Vì các lý do trên, nên 2 đầu của trục máy điện vận có thể có sức điện động cảm ứng.
Hai đầu của trục, đương nhiên phải được lắp vào các ổ đỡ, có thể là ổ trượt hay ổ lăn. Các ổ này bằng kim loại, nên có thể dẫn điện được. Mặt ngoài các ổ này lại được nối vào sườn máy, hay vỏ máy, cũng bằng kim loại, cũng dẫn điện được. Như vậy sức điện động cảm ứng của trục đã được nối ngắn mạch, và sẽ có dòng điện đi qua.
Dòng điện này gọi là dòng điện trục.

## Tác hại của dòng điện trục
Đối với các máy điện quay ở tốc độ thấp (từ 1000 vòng/phút trở xuống), tác hại của dòng điện trục không đáng kể. Nhưng với những máy có tốc độ cao hơn, hoặc những máy có công suất rất lớn, thì vấn đề cần phải được đặt ra.
Máy công suất lớn, tốc độ cao thường có điện áp cảm ứng trên 2 đầu trục khá lớn. Có thể lên đến vài volt. Với điện áp đó, và điện trở của trục, của hệ thống vỏ máy bên ngoài, dòng điện có thể lên đến vài amp.
Đối với các máy điện tốc độ cao, công suất lớn, thường người ta không dùng ổ lăn, mà dùng ổ trượt.
Ổ trượt thường được lót một lớp kim loại rất mềm, gọi là ba bit. Lớp kim loại này được gia công khá chính xác, và đạt một độ bóng khá cao, ôm vòng cổ trục.
Trong hệ thống ổ trượt sẽ có một cơ cấu để đưa dầu bôi trơn vào khe hở giữa lớp babit và cổ trục. Khi trục quay, với tốc độ tương đối giữa 2 bề mặt tiếp xúc, sẽ kéo một lớp rất mỏng dầu để nâng trục lên một ít (vài micron). Điều này làm cho trục được quay trơn tru, giảm ma sát.
Như thế, giữa trục và ổ trượt là một lớp màng cách điện, vì dầu là chất không dẫn điện. Lớp dầu này có phần nào ngăn ngừa sự phát sinh dòng điện trục.
Tuy nhiên, bề mặt của cổ trục và lớp babit có thể không được nhẵn bóng tuyệt đối. Một số lớp gồ ghề li ti sẽ cao bằng hoặc hơn chiều dày của lớp dầu bôi trơn, và gây ra ma sát. Nếu có một mẩu li ti nào đó bị kéo văng ra khỏi bề mặt babit, thì với lực ma sát, nó sẽ nóng chảy ra, và lại được "hàn ép " trở lại bề mặt lớp babit. Nhờ vậy, mà một lớp kim loại rất mềm có thể ma sát với cổ trục rất cứng, mà không có hiện tượng mòn.
Nhưng nếu có điện áp trục, những chỗ tiếp xúc đó sẽ là những điểm tạo ra khả năng dẫn điện. Vì thế sẽ có dòng điện đi qua.
Dòng điện này tuy nhỏ, nhưng vì đi qua diện tích tiếp xúc khá nhỏ, nên tạo ra phát nhiệt cục bộ tại những điểm tiếp xúc đó. Những lớp li ti chất babit sẽ bị oxy hóa, và không kết hợp trở lại với bề mặt đó được. Kết quả là tại vị trí tiếp xúc, nó sẽ mòn dần. Quá trình mòn sẽ gây tiếp xúc xấu, tăng ma sát, nên sẽ sinh nhiệt lớn, và cuối cùng là phá hủy toàn bộ ổ lăn. Lớp babit sẽ bị nóng chảy hẳn ra, và không tự định hình lại được.

## Biện pháp ngăn ngừa dòng điện trục
Một số động cơ công suất lớn (Vài trăm HP trở lên) tốc độ cao, sử dụng ổ trục trượt, hoặc các máy phát điện, luôn có các biện pháp ngăn ngừa dòng điện trục.
Cách đơn giản nhất để ngăn ngừa dòng điện trục là làm hở mạch sức điện động cảm ứng của trục.
Để làm hở mạch sức điện động của trục, có 2 cách phổ biến để làm hở mạch dòng điện trục:

### Đối với các máy điện có ổ trục trên nắp máy
Bộ ổ trượt được đúc làm 3 lớp: 2 lớp kim loại và 1 lớp cách điện ở giữa. Ngoài ra, bệ đỡ cho ổ trượt cũng có một lớp cách điện. Như vậy từ vỏ máy vào đến bên trong trục sẽ là:
1. Kim loại (vỏ máy),
2. Kim loại (Vỏ ổ trục),
3. Cách điện (Vỏ ổ trục)
4. Kim loại (vỏ ổ trục),
5. Kim loại (ổ trục),
6. Cách điện (ổ trục)
7. Kim loại (ổ trục), và
8. Kim loại (trục).

Như vậy, giữa vỏ máy và trục máy có 3 lớp dẫn điện xen kẽ với 2 lớp cách điện. Nghĩa là có 1 lớp kim loại luôn cách ly với đất, người ta có thể đo điện trở cách điện của ổ trục khi trục đang ngừng.
Hai lớp kim loại của ổ trục, thường được nối ra 2 sợi dây, và đưa ra một vị trí trên nắp máy phát, để người ta có thể đo điện áp của từng điểm so với đất.
Các lớp cách điện này thường phải chịu một lực ép hướng tâm rất lớn. Thí dụ như với một máy phát trung bình, khoảng vài chục Mega watt, rotor của nó có thể lên đến 25 tấn. Thêm vào đó, do có moment do lực ma sát giữa trục và ổ trục, nó còn phải chịu thêm một lực chu vi. Vì thế vật liệu để làm lớp cách điện này phải là vật liệu đặc biệt.

### Đối với các máy điện có ổ trục rời, bên ngoài nắp máy điện
Toàn bộ hệ thống ổ trục, gồm giá đỡ, vỏ ổ trục, và ổ trục sẽ không đặt trực tiếp lên sàn, mà đặt trêm một tấm đế cách điện. Tấm này có kích thước lớn, nên chịu lực ép (áp suất nén) thấp hơn, và không có lực kéo ngang. Các bộ phận kim loại khác trong hệ thống ổ trục sẽ chế tạo như bình thường.

## Những điều cần lưu ý trên các ổ trục cách điện
Bên cạnh ổ trục, cũng có nhiều thiết bị khác cũng có khả năng làm ngắn mạch giữa trục máy với vỏ. Mặc dù ổ trục đó đã cách điện, nhưng dòng qua các thiết bị khác có thể làm hỏng ổ trục ở đầu còn lại. Các thiết bị đó là:
1. Hệ thống chèn trục trong các máy có ổ trục lắp trên nắp máy: Các chèn tiếp xúc trực tiếp với vỏ máy và với trục, cũng phải làm có lớp cách điện.
2. Các thiết bị đo lường có cắm sâu trong ổ trục: thiết bị đo nhiệt độ dùng Thermocouple, thiết bị đo độ rung tỳ trực tiếp lên trục... Các thiết bị này có thể ngắn mạch giữa vỏ máy và trục. Khi lắp đặt phải quan tâm đến các vật liệu cách điện kèm theo.
3. Các dây nối từ các bộ cảm biến ra, có bọc giáp nhưng không được nối ra sườn kim loại của cảm biến, cũng như không nối ra vỏ máy. Thường thì các dây đó đã được bọc cách điện bên ngoài lớp giáp.
4. Các đường ống đưa dầu bôi trơn vào ổ trục, và dẫn dầu xả đi:

- Đối với các ống được nối bằng các mặt ráp: Phải có các miếng đệm cách điện giữa các mặt ráp. Các Bu lông phải xỏ vào ống cách điện trước khi xỏ vào lỗ của 2 mặt ráp. Các khoen đệm (lông đền) ở 2 bên phải là chất cách điện.
- Những ống nhỏ, không dùng mặt ráp thì có thể dùng ống cao su nối giữa 2 đoạn ống thép.

Khi các thành phần trên không còn khả năng cách điện, trục máy có thể lại bị nối xuống đất, và gây ra dòng điện trục. Dòng điện này sẽ gây tổn hại cho ổ trục đầu còn lại của máy điện.

## Nối đất trục
Đối với đầu tự do của động cơ, máy phát chúng ta đã thiết lập cách điện giữa trục với vỏ máy. Như vậy mạch dòng điện trục sẽ bị hở. Về nguyên lý thì sẽ không có dòng điện trục. Trên thực tế, vẫn có thể có.
Trong hệ thống máy phát điện luôn có mạch điện DC trên rotor.
Mạch điện này thường không được nối đất trực tiếp. Do đó khi có chạm đất sẽ vẫn có khả năng tiếp tục vận hành một thời gian. Tuy nhiên, nếu có thêm một điểm chạm đất thứ 2 sẽ khá nguy hiểm. Vì thế, luôn phải kiểm tra chất lượng của lớp cách điện của các cuộn dây Rotor.
Các rơ le kiểm tra cách điện của rotor thường được gọi là Rơ le chạm đất kích từ (field ground relay, 64FG). Các rơ le này có thể có các kiểu sau:
1. Dùng luôn điện áp kích thích để phát hiện chạm đất. Mạch bên ngoài được nối đất qua một bộ điện trở và một bộ phát hiện dòng.
2. Dùng một nguồn điện DC ngoài nối giữa đất và một trong 2 cực, cũng qua một bộ phát hiện dòng.
3. Dùng một nguồn điện xoay chiều tần số rất thấp, cũng nối như trên.

Dù rơ le bảo vệ chạm đất kích thích nối như thế nào thì vẫn có khả năng dòng điện của hệ thống bảo vệ chạm đất sẽ đi qua trục, và ra đất qua gối trục phía không cách điện.
Vì thế, Trên trục, phía có ổ trục không cách điện người ta thường gia công một vị trí nhẵn bóng. Trên đó, đặt một giá than, và cho 1 chổi than tiếp xúc vào vị trí đó. Dây ra của chổi than sẽ được nối xuống đất. Như vậy khi có dòng điện trục, thì dòng ấy sẽ đi qua chổi than, mà không đi qua ổ trục.

## Kiểm tra dòng điện trục
Để ngăn ngừa tác hại đã nêu, người ta phải thường xuyên theo dõi sự xuất hiện của dòng điện trục. Thông thường sẽ có các biện pháp kiểm tra định kỳ. Các hạng mục kiểm tra như sau:
- Đo các điện áp trên đầu dây ra của ổ trục cách điện so với đất khi máy vận hành. Khi phát hiện điện áp xuống 0 thì phải tìm chỗ ngắn mạch và xử lý. Thông thường, các điện áp này khoảng từ 1 Volt đến 3 Volt, và thay đổi không theo quy luật nhất định.
- Đo dòng điện đi qua chổi than nối đất trục. Trị số này phải gần bằng 0